# Shigematsu Kentaro
Kentaro Shigematsu (重松 健太郎 Shigematsu Kentarō, sinh ngày 15 tháng 4 năm 1991 ở Nakano, Tokyo) là một cầu thủ bóng đá người Nhật Bản hiện tại thi đấu cho Kamatamare Sanuki.

## Thống kê sự nghiệp câu lạc bộ
Cập nhật đến ngày 23 tháng 2 năm 2018.
| Thành tích câu lạc bộ | Thành tích câu lạc bộ | Thành tích câu lạc bộ | Giải vô địch | Giải vô địch | Cúp                   | Cúp                   | Cúp Liên đoàn | Cúp Liên đoàn | Tổng cộng | Tổng cộng |
| Mùa giải              | Câu lạc bộ            | Giải vô địch          | Số trận      | Bàn thắng    | Số trận               | Bàn thắng             | Số trận       | Bàn thắng     | Số trận   | Bàn thắng |
| Nhật Bản              | Nhật Bản              | Nhật Bản              | Giải vô địch | Giải vô địch | Cúp Hoàng đế Nhật Bản | Cúp Hoàng đế Nhật Bản | Cúp Liên đoàn | Cúp Liên đoàn | Tổng cộng | Tổng cộng |
| --------------------- | --------------------- | --------------------- | ------------ | ------------ | --------------------- | --------------------- | ------------- | ------------- | --------- | --------- |
| 2010                  | FC Tokyo              | J1 League             | 19           | 3            | 3                     | 0                     | 6             | 1             | 28        | 4         |
| 2011                  | Avispa Fukuoka        | J1 League             | 25           | 2            | 2                     | 0                     | 2             | 0             | 29        | 2         |
| 2012                  | FC Tokyo              | J1 League             | 1            | 0            | -                     | -                     | -             | -             | 1         | 0         |
| 2013                  | Ehime FC              | J2 League             | 25           | 2            | 0                     | 0                     | -             | -             | 0         | 0         |
| 2014                  | Tochigi SC            | J2 League             | 20           | 1            | 1                     | 0                     | -             | -             | 21        | 1         |
| 2015                  | Machida Zelvia        | J3 League             | 36           | 3            | 2                     | 2                     | -             | -             | 38        | 5         |
| 2016                  | Machida Zelvia        | J2 League             | 36           | 4            | 1                     | 0                     | -             | -             | 37        | 4         |
| 2017                  | Machida Zelvia        | J2 League             | 23           | 3            | 1                     | 0                     | -             | -             | 24        | 3         |
| Tổng cộng sự nghiệp   | Tổng cộng sự nghiệp   | Tổng cộng sự nghiệp   | 184          | 18           | 10                    | 2                     | 8             | 1             | 202       | 21        |